# Donald Macgregor
Donald Macgregor (Donald Forbes „Don“ Macgregor; * 23. Juli 1939 in Edinburgh; † 3. Juni 2020 in St Andrews) war ein britischer Marathonläufer und Autor.
1965 wurde er Zweiter bei der Schottischen Meisterschaft in 2:22:24 h und 1967 Dritter bei der Englischen Meisterschaft in 2:17:19 h.
1969 wurde er Fünfter beim Karl-Marx-Stadt-Marathon und Zweiter beim Košice-Marathon. Im Jahr darauf qualifizierte er sich als Zweiter der Schottischen Meisterschaft in 2:17:14 h für die British Commonwealth Games 1970 in Edinburgh, bei denen er für Schottland startend auf dem achten Platz in 2:16:53 h einlief.
1971 wurde er Dritter beim Edinburgh-North-Berwick-Marathon. Als Teilnehmer eines Austauschprogramms für Deutschlehrer unterrichtete er vom Herbst 1971 an ein Jahr lang an einem Gymnasium in Emmerich am Rhein. Nachdem er als Gastläufer bei der Westdeutschen Marathonmeisterschaft in 2:19:01 h gewonnen hatte, schloss er sich dem TV Refrath an.
1972 wurde er als Gesamtdritter beim Maxol Marathon in 2:15:06 h Englischer Vizemeister und qualifizierte sich damit für die Olympischen Spiele in München, bei denen er sich nach einem verhaltenen Beginn von Platz 36 auf den siebten Platz vorrückte und in 2:16:35 h das Ziel erreichte. Zum Jahresabschluss wurde er Sechster beim Fukuoka-Marathon in 2:16:43 h.
1973 wurde er Schottischer Marathonmeister in 2:17:50 h. Zu Beginn des darauffolgenden Jahres stellte er als Sechster bei den British Commonwealth Games 1974 in Christchurch mit 2:14:16 h seine persönliche Bestzeit auf. Der Titelverteidigung bei der Schottischen Meisterschaft folgte ein dritter Platz beim Harlow-Marathon.
1976 wurde er zum dritten Mal Schottischer Marathonmeister und 1977 Vierter bei der Englischen Meisterschaft.
1980 wurde er in 2:19:23 h Senioren-Weltmeister im Marathon, und 1983 und 1984 gewann er den Dundee-Marathon. Als Zehnter beim Glasgow-Marathon 1984 stellte er mit 2:19:01 h den aktuellen britischen M45-Rekord auf.
Zusätzlich zu seinen drei Marathontiteln wurde er 1965 Schottischer Meister über zehn Meilen auf der Bahn und 1966 über 10.000 m.
Neben seiner Arbeit als Deutschlehrer am Madras College in St Andrews engagierte er sich in der Regionalpolitik für die Liberal Democrats. Er wirkte außerdem als Trainer beim Fife Athletic Club. Nach seiner Pensionierung veröffentlichte er drei Bücher: einen Gedichtband, eine Autobiografie und eine Biografie über Otto Peltzer.

## Veröffentlichungen
- Stars and Spikes: Selected Poems 1998–2004. The Nutwood Press, 2004, ISBN 0-9548741-0-2
- Running My Life. Pinetree Press, 2010, ISBN 0-9548741-3-7
- mit Timothy Johnston: His Own Man: The Biography of Otto Peltzer, Champion Athlete, Nazi Victim, Indian Hero. Pitch Publishing, 2016, 1785311905